# Führung auf Probe
Führung auf Probe ist ein in mehreren Tarifverträgen vorgesehenes Instrument der Personalentwicklung von Führungskräften im öffentlichen Dienst in Deutschland.

## Ziel der Führung auf Probe
Das Instrument der Führung auf Probe eröffnet Arbeitgebern die Möglichkeit, die Eignung von Bewerbern für Führungspositionen, insbesondere solchen ohne vorherige Berufserfahrung in vergleichbaren Tätigkeiten über einen längeren Zeitraum zu erproben. Letztlich soll hiermit auch die Qualität von Führungskräften im öffentlichen Dienst insgesamt gestärkt werden. Im Unterschied zum Instrument der Führung auf Zeit ist das Ziel grundsätzlich die Übernahme in ein dauerhaftes Arbeitsverhältnis.

## Geltungsbereich
Die Führung auf Probe findet durch ihre Regelung in den entsprechenden Tarifverträgen im öffentlichen Dienst in Deutschland Anwendung.
Sie  ist für den Bund und die Kommunen in § 31 des Tarifvertrags für den öffentlichen Dienst (TVöD), für die Länder, ausgenommen Hessen in § 31 des Tarifvertrags für den öffentlichen Dienst der Länder (TVL), für die Bundesagentur für Arbeit in § 37 des  Tarifvertrags für die Arbeitnehmerinnen und Arbeitnehmer der Bundesagentur für Arbeit (TV-BA) sowie für Land Hessen in § 31 des Tarifvertrags für den öffentlichen Dienst des Landes Hessen (TV-H) geregelt. 
Dabei sind die Regelungen in den vier Tarifverträgen inhaltlich und von ihrer Gliederung identisch.
Darüber hinaus wird sie auch bei kirchlichen Arbeitgebern angewendet. 
Beispielsweise kennt § 17 der Arbeitsvertragsrichtlinien der Caritas (AVR-Caritas) die Führung auf Probe. Die dortige Regelung entspricht hierbei auch derjenigen des öffentlichen Diensts.

## Voraussetzungen
Voraussetzung für die Anwendung der Führung auf Probe ist, dass es sich bei der zu besetzenden Stelle um eine Führungsposition im Sinne der Tarifverträge handelt. 
Dies ist der Fall bei mit mindestens Entgeltgruppe 10 bewerteten Stellen mit Weisungsbefugnis, wobei beide Voraussetzungen erfüllt werden müssen. Daneben ist es notwendig, dass der Arbeitgeber die entsprechenden Stellen bereits vor der Besetzung als Führungspositionen auf Probe ausgeschrieben hat.
Die Vereinbarung von Führung auf Probe ist sowohl bei internen Bewerbern, die sich bereits in einem Arbeitsverhältnis zu dem betreffenden Arbeitgeber befinden, als auch bei externen Bewerbern möglich, wobei sich die rechtliche Ausgestaltung unterscheidet.

## Dauer der Führung auf Probe
Die Dauer der Erprobung beträgt dabei höchstens zwei Jahre, wobei ein früheres Ende bei vorzeitiger Feststellung der Bewährung oder der eindeutigen Nichtbewährung möglich ist. Innerhalb dieser Gesamtdauer kann die Führung auf Probe bis zu zweimal verlängert werden. 

## Führung auf Probe bei externen Bewerbern
Mit einem externen Bewerber wird zwecks Führung auf Probe ein befristetes Arbeitsverhältnis geschlossen. Bei einer Bewährung wird der betreffende Arbeitnehmer in ein unbefristetes Arbeitsverhältnis übernommen, ansonsten endet das Arbeitsverhältnis und er scheidet aus dem Dienst aus.

## Führung auf Probe bei internen Bewerbern
Einem internen Bewerber wird die höherwertige Tätigkeit entsprechend der tarifvertraglichen Regelung vorläufig übertragen. Dabei erhält der Arbeitnehmer das Entgelt aus seiner bisherigen Tätigkeit und zusätzlich eine persönliche Zulage in Höhe des Differenzbetrags des Entgelts der übertragenen und der alten Tätigkeit.   Im Falle der Bewährung wird ihm die Führungsposition dauerhaft übertragen, ansonsten erhält er eine seiner bisherigen Entgeltgruppe entsprechende Tätigkeit. 